# Eretris mariona
Eretris mariona är en fjärilsart som beskrevs av Archibald C. Weeks 1902. Eretris mariona ingår i släktet Eretris och familjen praktfjärilar. Inga underarter finns listade i Catalogue of Life.